# Composição n.º10 (Mondrian)
Composição n.º10 ou Composição n.º10 a preto e branco (em holandês: Compositie 10 in zwart wit) é uma pintura a óleo sobre tela realizada pelo artista holandês Piet Mondrian em 1915. Esta composição, do período neoplasticista do pintor, tem por base a sua percepção da vibração das ondas ao embaterem contras os diques na Holanda. Foi feita quando Mondrian regressou àquele país, vindo de Paris, depois de ter sido chamado pela sua família para junto do seu pai, que estava doente. Assim, acabou por passar toda a Primeira Guerra Mundial na Holanda.